# 緑の爆薬
緑の爆薬 (green explosives) とは環境を汚染しないことを目指した、クリーンな爆薬である。

## 従来型爆薬の毒性
爆薬には爆発すると少なからず有害物質を放出する物があり、環境汚染が問題視されている。
特に軍隊が訓練を行う演習地では長期間に渡る継続的な爆薬の使用によって深刻な汚染状態になっており、兵士の健康被害が問題になるほどに深刻化が進んでいる。
雷管に使われているアジ化鉛による鉛汚染は深刻で射撃場では健康基準の10倍近い鉛が検出され、またTNT、RDX、HMXなどの軍用爆薬のほとんどは、酸素バランスがマイナスなので、爆発すると大量の一酸化炭素が放出される。
推進剤として多用されている過塩素酸アンモニウムも環境汚染が激しい。

## 現状
欧米ではネイチャーやサイエンスなどの有名な科学雑誌で特集が組まれるなど真剣に検討されているが、日本では対策が取られていない。
ただし、日本での自衛隊などの弾薬使用量は欧米に比べて少ない。